# Saint-Alexandre, Gard
Saint-Alexandre este o comună în departamentul Gard din sudul Franței. În 2009 avea o populație de 1.079 de locuitori.

## Evoluția populației
| An        | 1975 | 1982 | 1990 | 1999 | 2006  | 2009  |
| --------- | ---- | ---- | ---- | ---- | ----- | ----- |
| Populație | 522  | 664  | 955  | 978  | 1.066 | 1.079 |